# Division légère mécanique
Une division légère mécanique (DLM) est un type de grande unité militaire de l'armée de terre française qui furent constituées à partir de janvier 1940 et qui participèrent à la bataille de France, en mai-juin 1940, au début de la Seconde Guerre mondiale.

## Historique
La division légère mécanique est la première formation de l'armée française à être entièrement motorisée. 
Bien que son nom contenait le terme « léger », ce type de formation était plus puissant que les divisions cuirassées (DCr)[réf. nécessaire]. Cette formation a été nommée légère en référence au fait qu'elle pouvait se déployer en ordre de combat sans délai, et également pour éviter toute confusion avec les divisions marocaines si cette formation avait été appelée ultérieurement division mécanisée[réf. nécessaire].
Lors des manœuvres au camp de Mailly de 1933, la cavalerie présenta un détachement mécanisé, qui reçut l'appui du général Weygand. Celui-ci créa, alors, une division composée d'une brigade motorisée et deux brigades montées. 
Le général Flavigny, qui fut inspecteur de la cavalerie de 1931 à 1936, réussit à transformer la 4e division de cavalerie, et en juillet 1935, elle devient la 1re division légère mécanique. En 1937 la 2e division légère mécanique est créée à partir de la 5e division de cavalerie.
Ainsi, au début de la Seconde Guerre mondiale, l'armée française ne dispose que de deux divisions légères mécaniques à opposer aux cinq divisions blindées et quatre divisions légères allemandes. C'est seulement le 1er février 1940 qu'est créé la 3e division légère mécanique. Ces trois formations combattront durant la bataille de France et s'illustreront, contre les forces blindées allemandes, durant le les batailles du plan Dyle, de Hannut, de Gembloux, d'Arras... avant de se retrouver dans la poche de Dunkerque.
Après la disparition de ces DLM, il est décidé en juin 1940 de les reconstituer sous un format réduit, avec une seule brigade.
En plus de la reformation des 1re, 2e et 3e DLM, les 4e et 7e divisions légère mécanique sont formées début juin 1940 par la transformation des 1re et 4e divisions légère de cavalerie (DLC).

### 5e,6eet8eDLM
Les « 5e, 6e et 8e divisions légères mécaniques » n'ont pas été formées.
La création de la « 8e division légère mécanique » à partir de la 5e division légère de cavalerie ne pourra pas être effectuée en raison de l'offensive allemande sur la Somme.
L'armistice du 22 juin 1940 ne permettra pas, non plus, la création des « 5e et 6e divisions légères mécaniques » à partir des 2e et 3e divisions légère de cavalerie.